# Mourmelon-le-Grand
Mourmelon-le-Grand is een gemeente in het Franse departement Marne (regio Grand Est). De plaats maakt deel uit van het arrondissement Châlons-en-Champagne. Mourmelon-le-Grand telde op 1 januari 2022 4.984 inwoners.

## Geografie
De oppervlakte van Mourmelon-le-Grand bedroeg op 1 januari 2022 23,21 vierkante kilometer; de bevolkingsdichtheid was toen 214,7 inwoners per km².

## Demografie
Onderstaande figuur toont het verloop van het inwonertal (bron: INSEE-tellingen).